# Ангостура ГЭС
Ангостура или плотина доктора Белисарио Домингеса — гидроэлектростанция и плотина на реке Грихальва в штате Чьяпас, Мексика в 70 км от города Тустла-Гутьеррес. Плотина имеет высоту 146 м и ширину 10 м и создаёт собой водохранилище объёмом 18 200 000 000 м3, она имеет 5 турбин Френсиса которые в сумме могут генерировать до 900 МВт электроэнергии и производить до 3667 млн кВт·ч в год.
Строительство плотины началось в 1964 году компанией CFE, в 1971 году были завершены земляные работы, а уже 14 июля 1976 года были запущены генераторы.